# Carola Stagnaro
Carola Stagnaro (Londra, 23 dicembre 1956) è un'attrice e doppiatrice italiana.

## Biografia
Di padre e madre italiani, si trasferisce a Genova dove compie gli studi liceali, poi, mentre è scritturata in teatro con lo  Stabile di Bolzano, si laurea al DAMS, l'Università di Bologna. Nel 1980 è protagonista nel film tv per la Rai La signorina Else tratto dall'opera di Arthur Schnitzler.
Ha seguito un master per un diploma come operatrice pedagogica teatrale e coaching professionista. Ha diretto a Genova per 7 anni, il gruppo teatrale "Ad Occhi Chiusi" formato da persone non vedenti, ipovedenti e vedenti. 
Ha debuttato in teatro, nel repertorio drammatico (Büchner, Euripide, Shakespeare, Molière, Giuseppe Giacosa e altri classici). Ha esordito nel cinema nel 1978 in Ecce bombo di Nanni Moretti, nel ruolo di Flaminia, l'amante del protagonista.
È stata diretta da Dario Argento in Tenebre e Opera (1987); da Alberto Lattuada in Una spina nel cuore (1986); da Massimo Troisi in Le vie del Signore sono finite (1987); da Nikita Michalkov in Oci ciornie (1987); da Ruggero Deodato in Minaccia d'amore (1987) e in Un delitto poco comune (1988).
In teatro ha recitato, tra gli altri, con Renzo Palmer, Luca De Filippo, Toni Bertorelli, Sergio Fantoni, Antonio Salines, Renato De Carmine, Massimo Ghini, Paolo Graziosi.
Ha ricoperto ruoli in svariate fiction e serie televisive tra cui Un posto al sole, Don Matteo, La squadra, Il maresciallo Rocca, Il generale Dalla Chiesa, Rex e Provaci ancora prof!.
Dall'estate 2007 fino alla fine della soap opera ha interpretato Cloe Margeri Lombardi in Vivere, per il quale vince un premio come migliore attrice di soap opera al Roma Fiction Fest.
Da maggio a novembre 2011 (e in ulteriori due puntate trasmesse nel 2012) ha interpretato il ruolo di Donatella Navarro nella soap opera di Canale 5 CentoVetrine.
Nel 2018 ha partecipato nella serie L'allieva per la Rai.
Nel 2020 e nel 2022 ha interpretato Suor Fiorenza nella serie Cuori per Rai 1.

## Filmografia

### Cinema
- Ecce bombo, regia di Nanni Moretti (1978)
- Tenebre, regia di Dario Argento (1982)
- Una spina nel cuore, regia di Alberto Lattuada (1986)
- Oci ciornie, regia di Nikita Michalkov (1987)
- Opera, regia di Dario Argento (1987)
- Le vie del Signore sono finite, regia di Massimo Troisi (1987)
- Fun Jump, regia di Stefania Casini (1988)
- Minaccia d'amore, regia di Ruggero Deodato (1988)
- Un delitto poco comune, regia di Ruggero Deodato (1988)
- Anni 90 - Parte II, regia di Enrico Oldoini (1993)
- 500!, regia di Giovanni Robbiano, Lorenzo Vignolo e Matteo Zingirian (2001)
- Notte prima degli esami, regia di Fausto Brizzi (2006)
- Normality, regia di Nicolò Tagliabue (2014) - cortometraggio
- Nemiche per la pelle, regia di Luca Lucini (2016)
- L'amore ai tempi di Sh.rek., regia di Alessandro Derviso (2018)
- Un antico manoscritto, regia di Silvia Monga (2019) - cortometraggio
- Un mondo fantastico, regia di Michele Rovini (2022)
- L'invenzione della neve, regia di Vittorio Moroni (2023)

### Televisione
- Luigi Ganna detective - miniserie TV (1979)
- Stazione di servizio, regia di Felice Farina - serie TV (1989)
- Pronto soccorso - miniserie TV (1990)
- Voglia di vivere, regia di Lodovico Gasparini - film TV (1990)
- I ragazzi del muretto - serie TV (1991)
- L'ombra della sera, regia di Cinzia TH Torrini – film TV (1994)
- Linda e il brigadiere, episodio: Morte di una dottoressa della Usl, regia di Gianfrancesco Lazotti (1997)
- La dottoressa Giò - miniserie TV (1998)
- Il maresciallo Rocca – serie TV, episodio 5x02 (2005)
- Don Matteo - serie TV (2002-2014)
- Nebbie e delitti- serie Tv, episodio I misteri delle donne (2006)
- Provaci ancora prof! - serie TV (2007)
- Il generale Dalla Chiesa, regia di Giorgio Capitani - miniserie TV (2007)
- Vivere - serie TV, registi vari (2007-2008)
- Rex - serie TV (2009)
- Tutta la verità, regia di Cinzia TH Torrini - miniserie TV (2009)
- Baciati dall'amore - serie TV (2011)
- Centovetrine - serie TV (2011-2012)
- Le tre rose di Eva - serie TV (2013)
- L'allieva - serie TV (2020)
- Cuori, regia di Riccardo Donna - serie TV (2021-in corso)
- Costanza, regia di Fabrizio Costa – serie TV (2025)

## Teatro
- La Fantesca,  di Giovanni Battista Della Porta, regia di Alessandro Fersen (1976/77)
- Un caso fortunato, di Sławomir Mrożek, regia di Franco Giacobini (1977/78)
- Leonce e Lena, di Georg Büchner, regia di Alessandro Fersen (1977/78)
- Il supermaschio, di Alfred Jarry, regia di Antonio Salines (1978/79)
- Il più felice dei tre, di Eugène Labiche, regia di Antonio Salines (1979/80)
- Un marziano a Roma, di Ennio Flaiano, regia di Antonio Salines (1980/81 e 1981/82)
- Coltelli, di John Cassavetes, regia di Marco Bernardi (1981/82)
- Pene d'amor perdute, di William Shakespeare, regia di Marco Bernardi (1982/83)
- Provaci ancora Sam, di Woody Allen, regia di Antonio Salines (1983/84)
- Sogno di una notte di mezza estate, di William Shakespeare, regia di Marco Bernardi (1984/85)
- La storia vera di Piero d'Angera che alla crociata non c'era, regia di Dario Fo (1985/86)
- Anni di piombo, di Margarethe von Trotta, regia di Marco Bernardi (1988/89)
- Nottataccia, regia di Duccio Camerini (1990)
- I soldi degli altri, di Jerry Sterner, regia di Piero Maccarinelli (1991/92)
- Verso la fine dell'estate, di Carlo Repetti, regia di Piero Maccarinelli (1992/93)
- Come le foglie, di Giuseppe Giacosa, regia di Cristina Pezzoli (1993/94)
- Il lungo pranzo di Natale, di Thornton Wilder, regia di Cristina Pezzoli (1994)
- La confessione, di Walter Manfrè, regia di Walter Manfrè (1995)
- Il vello d'oro, regia di Cristina Pezzoli (1996)
- Gli ho dato uno schiaffo, di Francesco Randazzo (1997 e 2006)
- Il Tartuffo, di Molière, regia di Armando Pugliese (1997/98)
- Rumors, di Neil Simon, regia di Attilio Corsini (1999/2000)
- Parenti serpenti, di Carmine Amoroso e Mario Monicelli, regia di Attilio Corsini (2000 e 2006)
- Mamma mia!, di Dario Fo e Franca Rame, regia di Carola Stagnaro (2000)
- Rose rosse per una signora in blu, di Israel Horovitz, regia di Attilio Corsini (2001/02)
- L'uomo che incontrò se stesso, di Luigi Antonelli, regia di Attilio Corsini (2003/04)
- La Maschera e il volto, di Luigi Chiarelli, regia di Attilio Corsini (2003/04)
- I tre moschettieri, di Alexandre Dumas, regia di Attilio Corsini (2004)